# Giuseppe Bessi
Giuseppe Bessi (* 1857 in Volterra; † 1922 ebenda) war ein italienischer Bildhauer.

## Leben

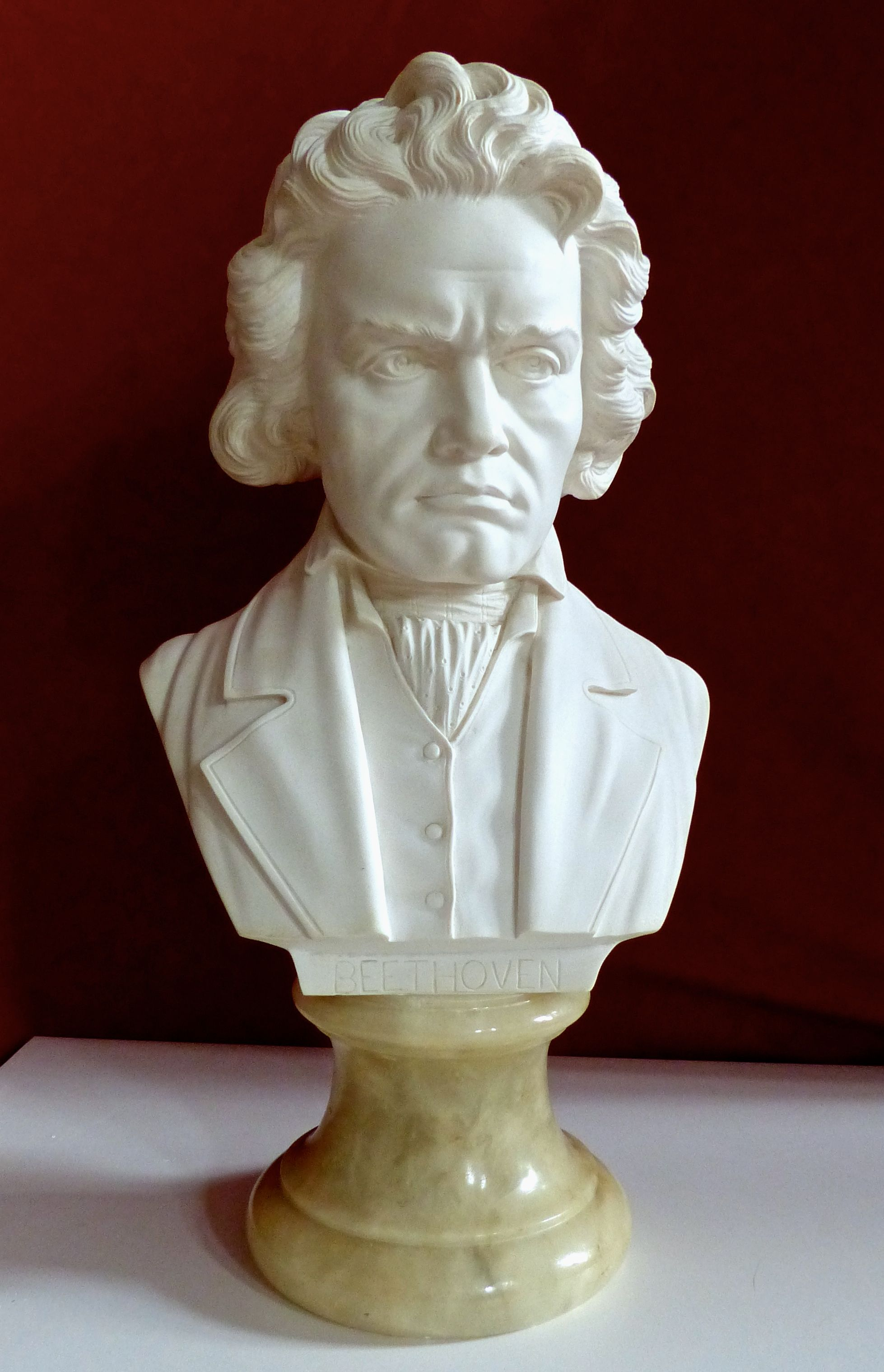
Giuseppe Bessi: Beethoven-Büste

Bessi studierte an der Akademie der Schönen Künste in Florenz. Im Jahr 1879 gründete er eine eigene Werkstatt in Volterra und fertigte vorwiegend Büsten und Statuen aus Alabaster, Marmor und Onyxmarmor an. Daneben schuf er einige Bronzestatuen und Statuetten. Er war einer der bedeutendsten Vertreter der italienischen Salonbildhauerei. In seinen Arbeiten vereinte er Formen des Neoklassizismus und des Jugendstils.
Bessi war von 1891 bis 1910 Direktor an der Kunstschule von Volterra und lehrte dort bis zu seinem Tode. Diese Einrichtung gilt als die weltweit einzige Kunstschule für Alabasterkunst. Sie wurde begründet, da in der Nähe von Volterra natürlicher Alabaster seit mindestens dem sechsten Jahrhundert vor Christus abgebaut und verarbeitet wird.
Die Alabaster-Kunstwerke von Bessi wurden auf den Weltausstellungen in Paris, Turin und St. Louis ausgestellt und prämiert. Seine Werke wurden mit großem wirtschaftlichen Erfolg international vertrieben. Die Skulpturen wurden auch nach Amerika geliefert und waren Bestandteil von zahlreichen Privatsammlungen, die die Exponate teilweise Museen zur Verfügung gestellt haben.
Zu Beginn des 20. Jahrhunderts waren Bessis Skulpturen sehr begehrt und es wurden häufig Repliken angefertigt. Spätere Arbeiten trugen die Signatur „Studio Prof. G. Bessi“. Neben Skulpturen entwarf Bessi auch Gebrauchsgegenstände, wie Schachspiele aus Alabaster und Onyx sowie Lampen.
Bedeutende Museen besitzen heute Werke von Bessi, unter anderem die St. Petersburger Eremitage. Die größte Sammlung seiner Werke ist im Museum von Volterra, dem Ecomuseo dell’Alabastro zu finden.
In Würdigung seiner Leistungen wurde in Florenz eine Straße nach ihm benannt.

## Ausgewählte Werke
- Mädchen mit Lorbeerkranz, Marmor 1915, Eremitage
- Frau mit dem Spiegel, Marmor, Volterra
- Jeanne d’Arc
- Béatrice
- Primo Amore
- Musikerzyklus: Brahms, Beethoven, Schubert